# Hospital de Sang (Mura)
L'Hospital de Sang és una cavitat que està al vessant sud-est de la carena de la Cort Fosca, a 200 metres,  dins del terme de Mura.
Es troba dins una escletxa de la roca en forma de V És un esvoranc que travessa la roca de banda a banda com si fos un túnel. Es tracta d'un conducte residual d'uns 20 metres de llargada i obert per ambdós extrems, d'una antiga cavitat. De secció triangular, amida uns 5 metres d'ample per 7 d'alçada.
Encara es conserven les restes de les parets de pedra en sec que tancaven la cavitat per fer-la servir de refugi i de punt d'assistència dels ferits durant les guerres carlines, d'aquí prové el seu nom. A l'interior, a la banda nord hi ha una divisió de la sala central mitjançant un mur paral·lel als altres que forma dos trams i que servia per salvar el desnivell.
Segons la tradició els carlins van triar aquest indret per la seva grandària, per disposar d'una font d'aigua (la Font Fosca que es troba dins la veïna cova de la Cort Fosca). L'accés a l'Hospital de Sang és una mica difícil ja que queda bastant amagat, fet pel que s'utilitzaria també com amagatall.
És dins del límit del Parc Natural de Sant Llorenç del Munt i l'Obac, creat el 1972. Des del 2000 també forma part de l'Inventari d'espais d'interès geològic de Catalunya (IEIGC) inventariat com espai d'interès geològic en el conjunt de la geozona Sant Llorenç del Munt i l'Obac, la qual forma part del parc natural majoritàriament.